# 井上達夫
井上 達夫（いのうえ たつお、1954年〈昭和29年〉7月30日 - ）は、日本の法哲学者。東京大学名誉教授。日本を代表するリベラリストであり、ハーバード留学期に交流を築いたジョン・ロールズやトマス・スキャンロン、マイケル・サンデルといった哲学者らと議論を行い、また彼らの議論を日本に紹介した第一人者である。

## 経歴
1954年（昭和29年）生まれ。大阪府出身、東京都墨田区育ち。墨田区立吾嬬第一中学校、東京都立両国高等学校を経て、東京大学法学部卒業。1970年に三島由紀夫が陸上自衛隊市ヶ谷駐屯地で自決した際に三島が通った東大法学部に興味を持ち、進学した。
東大法学部学士助手を経て、1983年に当時新設されたばかりの千葉大学法経学部助教授となる。その後、東大法学部助教授を経て、東京大学法学部、同大学院法学政治学研究科教授。2020年東大を定年退職、同名誉教授。

## 年譜
- 1970年 - 東京都墨田区立吾嬬第一中学校卒業
- 1973年 - 東京都立両国高等学校卒業
- 1977年 - 東京大学法学部卒業
- 1977年 - 東京大学法学部助手
- 1980年 - 東京大学教養学部助手
- 1983年 - 千葉大学法経学部助教授
- 1986年 - サントリー学芸賞受賞（『共生の作法』）
- 1991年 - 東京大学法学部助教授
- 1995年 - 東京大学大学院法学政治学研究科教授
- 2003年 - 和辻哲郎文化賞受賞（『法という企て』）
- 2005年 - 『法という企て』で和辻哲郎文化賞受賞
- 2020年 - 東京大学定年退職、名誉教授となる。
- 日本学術会議会員

## 主張

### リベラリズム
「liberalism（リベラリズム）」の定訳である「自由主義」を誤訳であるとし、自由ではなく正義こそがリベラリズムの根幹思想だとする。リベラリズムは「啓蒙」と「寛容」からなり、理性によって人間を伝統や慣習から解放する啓蒙的姿勢。そして、理性の限界が存在することを受け入れ、自分達の考えが必ずしも正しくない可能性に直面した上で、他者からの批判を受けて自身が変化することも許容する寛容的姿勢。この二つを合わせた規範概念がリベラリズムであるとする。その結果として導かれるのは、他者との対話を通してより良い正義の実現を目指す姿勢であり、すなわち熟議を通した民主政であるとしている。
「岩波哲学・思想事典」の「自由主義」の項の執筆者。

### 憲法
リベラリストとしての立場から、憲法第9条について論じており、憲法9条を削除する「9条削除論」を提唱している。そして、憲法9条の議論での護憲派・改憲派の双方の立場を痛烈に批判し、憲法を軽んじる欺瞞だとしている。
「9条削除論」とは、現行の戦力不保持を定めた規定である憲法9条を削除し、代わりに戦力統制規範などの戦力を持つ場合に対応した規定を入れるべきという主張である。
安全保障は絶えず国民的討議の上で批判的に再検討し、外部環境の変化に対応できるようにすべきであり、憲法によって議論を凍結することは認められないとしている。そこで、文言上は非武装の絶対的平和主義を要求する憲法9条と、現実には安全保障を必要としている国際情勢の狭間で、解釈を変更せざるを得なくなり、自衛隊という憲法上は存在しない、つまり憲法にまったく制約されない強大な暴力が生まれてしまったとしている。
そして、この問題は護憲派に大きな責任を求めている。なぜなら、「改憲派の九六条改変の試みや、九条解釈改憲によって」憲法が歪むという懸念がありつつも、「憲法を守ると誓っているはずの護憲派によって、無残に裏切られているから」だとする。井上は、護憲派の立場を自衛隊を違憲とする「原理主義護憲派」、自衛隊を合憲とする「修正主義護憲派」と大別した上で、その両方を批判している。
原理主義護憲派は、自衛隊は違憲であるとしているが、実質的政治運動として自衛隊を廃止しようとはしていない。つまり、原理主義護憲派の目的とは、違憲状態の固定化であり、憲法への敬意すら存在しないと批判している。原理主義護憲派の、「政治的には自衛隊を認めているが、運動として違憲を主張する」態度が、憲法と憲法実態の乖離を生み出したとする。
他方で、修正主義護憲派は第2次安倍内閣下での解釈改憲を批判するが、非武装を要求する最初の解釈から、自衛隊を合憲だとする解釈に変更している同じ穴の狢だとする。これは、新しい解釈改憲から古い解釈改憲を守っているだけであり、論理的正当性の裏付けがないにもかかわらず自分達の解釈を信じろということになり、ただの権威主義・エリート主義に過ぎず、パターナリズム的な知的欺瞞だとしている。
木村草太など、日本の護憲派の一部にある「憲法13条の幸福追求権により、自衛隊の存在が認められる」との主張 について、井上は「戦力という最も危険な国家暴力に対する9条2項の明示的な禁止を、それについて何ら言及していない人権規定に勝手に読み込んで解除するなんて、法解釈の枠を越えた暴論であり、立憲主義の公然たる破壊行為」と強く批判しており、「13条代用論」は、護憲派にとって自爆的であると論じている。

### 正義論
井上によれば、普遍主義的正義理念（the universalistic idea of justice）の根幹は普遍化不可能（non-universalizable）な差別の排除であり、反転可能性テストはその前提である。井上は反転可能性テストにおいては、自他の身体的・社会的条件だけでなく、主観的な選好や価値観をも入れ替えることを想定しなければならないという点を強調する。例えば虐待をされて喜ぶマゾヒストが他者を喜ばせるためと称して他者に虐待を与えることは（自分の主観を他者と交換せずそのまま維持する前提に立っているため）正当化されない。井上は主観的な条件を含めて自他の反転をすることは困難だと認めた上で、「普遍主義的正義理念が課す自他の視点の反転可能性テストは、自我の檻からわれわれを離脱させないとしても、自我の檻の内部でのわれわれの倫理的自己変容を促す」とする。

### 天皇
「天皇制廃止論」の立場を表明している。現状の天皇制とは、国民が集合的なアイデンティティ形成のために天皇を用いており、その結果として天皇の人権が極度に制限される結果となっている、いわば「民主的奴隷制」であるとしている。そして、人権が制限されている現行制度から天皇を解き放ち、三島由紀夫が「雅」と表現した美的・文化的存在として新たに位置づけなおすことを主張する。

### 中国
中国の発展を後発優位の観点から説明し、先端技術を陳腐化する技術革新は学問・研究・言論の自由がなければ不可能であるとする。中国の強大化ではなく破綻への警戒を促し、経済的リスクとして、人口問題のほか、バブル経済、対中投資の減少、強引な手法による途上国の経済支配など、政治的リスクとして公衆衛生のほか、公害問題、戸籍差別（都市戸籍と農村戸籍）、住民の強制移住などを挙げている。

### ウクライナ問題
2022年ロシアのウクライナ侵攻について、ウクライナの降伏を促す言説を批判し、ロシアからウクライナへの責任転嫁であるとしている。

## 著書

### 単著
- 『共生の作法――会話としての正義』創文社〈現代自由学芸叢書〉、1986年7月。ISBN 978-4423730331。
- 『他者への自由――公共性の哲学としてのリベラリズム』創文社〈創文社現代自由学芸叢書〉、1999年1月。ISBN 978-4423730911。
- 『現代の貧困（双書・現代の哲学）』岩波書店、2001年3月7日。ISBN 978-4000265836。
  - 『現代の貧困――リベラリズムの日本社会論』岩波書店〈岩波現代文庫〉、2011年3月17日。ISBN 978-4006002497。
- 『普遍の再生』岩波書店、2003年7月25日。ISBN 978-4000246200。
  - 『普遍の再生――リベラリズムの現代世界論』岩波書店〈岩波現代文庫〉、2019年8月20日。ISBN 978-4006004095。
- 『法という企て』東京大学出版会、2003年9月1日。ISBN 978-4130311731。
- 『公共性の法哲学』ナカニシヤ出版、2006年11月。ISBN 978-4779501142。
- 『自由論（双書 哲学塾）』岩波書店、2008年3月25日。ISBN 978-4000281638。
  - 『自由の秩序――リベラリズムの法哲学講義』岩波書店〈岩波現代文庫〉、2017年3月17日。ISBN 978-4006003586。
- 『世界正義論』筑摩書房〈筑摩選書〉、2012年11月1日。ISBN 978-4480015587。
- 『リベラルのことは嫌いでも、リベラリズムは嫌いにならないでください――井上達夫の法哲学入門』毎日新聞出版、2015年6月15日。ISBN 978-4620323091。
- 『憲法の涙――リベラルのことは嫌いでも、リベラリズムは嫌いにならないでください2』毎日新聞出版、2016年3月16日。ASIN B01E7IL2U2。
- 『立憲主義という企て』東京大学出版会、2019年5月30日。ISBN 978-4130311939。
- 『生ける世界の法と哲学――ある反時代的精神の履歴書』信山社、2020年1月31日。ISBN 978-4797298819。
- 『規範と法命題』木鐸社、2021年11月20日。ISBN 978-4833225434。
- 『ウクライナ戦争と向き合う――プーチンという「悪夢」の実相と教訓』信山社〈法と哲学新書〉、2022年9月29日。ISBN 978-4797281606。

### 共著
- 桂木隆夫、名和田是彦共著『共生への冒険』毎日新聞社、1992年5月。ISBN 978-4620308494。
- 吉川弘之、月村辰雄、菅野覚明、汐見稔幸共著『現代幸福論』東京大学出版会〈東京大学公開講座〉、1997年10月。ISBN 978-4130030953。
- 樋口陽一、杉田敦、西原博史、北田暁大、齋藤純一共著『対論 憲法を/憲法から ラディカルに考える』法律文化社、2008年4月1日。ISBN 978-4589030955。
- 小林よしのり共著『ザ・議論! ｢リベラルVS保守｣究極対決』毎日新聞出版、2016年11月11日。ASIN B01MSVX8MP。
- 香山リカ共著『トランプ症候群――明日の世界は……』ぷねうま舎、2017年11月24日。ISBN 978-4906791750。
- 香山リカ共著『憲法の裏側――明日の日本は……』ぷねうま舎、2017年12月25日。ISBN 978-4906791767。
- 小林よしのり、山尾志桜里、駒村圭吾、曽我部真裕共著『ゴー宣〈憲法〉道場Ⅰ 白帯』毎日新聞出版、2018年4月28日。ISBN 978-4620325170。
- 小林よしのり、山尾志桜里、枝野幸男、伊勢崎賢治、山元一、井上武史共著『属国の9条 ゴー宣〈憲法〉道場Ⅱ 黒帯』毎日新聞出版、2018年10月19日。ISBN 978-4620325408。
- 田原総一朗、伊勢崎賢治共著『脱属国論』毎日新聞出版、2019年4月20日。ISBN 978-4620325712。
- 児玉聡編著、奥田太郎、後藤励、亀本洋共著『タバコ吸ってもいいですか――喫煙規制と自由の相剋』信山社出版〈法と哲学新書〉、2020年10月30日。ISBN 978-4797281514。

### 編集
- 『立憲主義の哲学的問題地平』 1巻、岩波書店〈岩波講座 憲法〉、2007年4月20日。ISBN 978-4000107358。
- 『現代法哲学講義』信山社、2009年5月。ISBN 978-4797225679。
- 『人権論の再構築』法律文化社〈講座 人権論の再定位〉、2010年12月1日。ISBN 978-4589032959。
- 『立法学の哲学的再編』 1巻、ナカニシヤ出版〈立法学のフロンティア〉、2014年7月。ISBN 978-4779508691。
- 『法と哲学』第1巻、信山社、2015年6月25日、ISBN 978-4797298611。
- 『法と哲学』第2巻、信山社、2016年5月30日、ISBN 978-4797298628。
- 『法と哲学』第3巻、信山社、2017年6月30日、ISBN 978-4797298635。
- 『法と哲学』第4巻、信山社、2018年7月15日、ISBN 978-4797298642。
- 『法と哲学』第5巻、信山社、2019年6月30日、ISBN 978-4797298659。
- 『現代法哲学講義〈第二版〉』信山社、2018年4月27日。ISBN 978-4589032959。

### 共編
- 松浦好治、嶋津格共編 編『法的思考の再定位』 1巻、東京大学出版会〈法の臨界〉、1999年2月。ISBN 978-4130350310。
- 今井弘道、森際康友共編 編『変容するアジアの法と哲学』有斐閣、1999年3月。ISBN 978-4641027411。
- 松浦好治、嶋津格共編 編『秩序像の転換』 2巻、東京大学出版会〈法の臨界〉、1999年3月。ISBN 978-4130350327。
- 松浦好治、嶋津格共編 編『法実践への提言』 3巻、東京大学出版会〈法の臨界〉、1999年3月。ISBN 978-4130350334。
- 河合幹雄共編『体制改革としての司法改革―日本型意思決定システムの構造転換と司法の役割』信山社出版、2001年6月。ISBN 978-4797222050。
- 大庭健、川本隆史、加藤尚武、神崎繁、塩野谷祐一、成田和信共編『現代倫理学辞典』弘文堂、2006年12月5日。ISBN 978-4335160400。
- 飯田, 隆、川本, 隆史、伊藤, 邦武 ほか 編『いま"哲学する"ことへ』 1巻、岩波書店〈岩波講座 哲学〉、2008年6月6日。ISBN 978-4000112611。
- 飯田隆、伊藤邦武、川本隆史、熊野純彦、篠原資明、清水哲郎、末木文美士、中岡成文 ほか『芸術/創造性の哲学』 7巻、岩波書店〈岩波講座 哲学〉、2008年12月9日。ISBN 978-4000112673。
- 飯田, 隆、川本, 隆史、伊藤, 邦武 ほか 編『言語/思考の哲学』 3巻、岩波書店〈岩波講座 哲学〉、2009年2月13日。ISBN 978-4000112635。
- 飯田, 隆、川本, 隆史、伊藤, 邦武 ほか 編『社会/公共性の哲学』 10巻、岩波書店〈岩波講座 哲学〉、2009年3月27日。ISBN 978-4000112703。
- 飯田隆、川本隆史、村田純一、伊藤邦武、末木文美士、中畑正志、中岡成文、篠原資明、熊野純彦、清水哲郎、野家啓一共編『生命/環境の哲学』 8巻、岩波書店〈岩波講座 哲学〉、2009年6月12日。ISBN 978-4000112680。
- 飯田隆、川本隆史、村田純一、伊藤邦武、末木文美士、中畑正志、中岡成文、篠原資明、熊野純彦、清水哲郎、野家啓一共編『変貌する哲学』 15巻、岩波書店〈岩波講座 哲学〉、2009年7月30日。ISBN 978-4000112758。
- 飯田隆、伊藤邦武、川本隆史、熊野純彦、篠原資明、清水哲郎、末木文美士、中岡成文、中畑正志、野家啓一、村田純一共編『性/愛の哲学』 12巻、岩波書店〈岩波講座 哲学〉、2009年7月30日。ISBN 978-4000112727。

## 出演番組

### テレビ
- ニュースの深層（テレビ朝日）  2011年10月27日
- 朝まで生テレビ!（テレビ朝日）  2016年12月31日、2017年2月24日、2017年4月28日、2017年5月26日、2017年8月11日、2017年11月24日、2018年1月1日、2018年4月27日
- 報道ステーション（テレビ朝日）  2017年4月7日、2017年5月26日、2017年8月4日、2017年10月6日、2018年3月16日
- BSフジLIVE プライムニュース（BSフジ） 2017年5月16日、2017年6月13日、2017年10月2日、2018年9月28日
- BS朝日 新春討論スペシャル（BS朝日）2018年1月1日、2019年1月2日
- 激論!クロスファイア（BS朝日）2019年4月28日

### ラジオ
- ザ・ボイス そこまで言うか!（ニッポン放送）  2016年12月1日、2017年5月30日

## 門下生
- 瀧川裕英 - 東京大学大学院法学政治学研究科教授
- 大屋雄裕 - 慶應義塾大学法学部教授
- 谷口功一 - 東京都立大学法学部教授
- 安藤馨 - 一橋大学大学院法学研究科教授
- 米村幸太郎 - 横浜国立大学国際社会科学研究院准教授
- 大江洋 - 岡山大学大学院教育学研究科教授
- 浦山聖子 - 成城大学大学法学部准教授
- 藤岡大助 - 亜細亜大学法学部准教授
- 吉永圭 - 大東文化大学法学部教授
- 池田弘乃 - 山形大学人文社会科学部教授
- 郭舜 - 早稲田大学法学部准教授
- 奥田純一郎 - 上智大学法学部教授
- 吉良貴之 - 愛知大学法学部准教授
- 横濱竜也 - 静岡大学人文社会科学部法学科教授
- 森悠一郎 - 北海道大学大学院法学研究科准教授